# Tony Scott (musicien)
Pour les articles homonymes, voir Tony Scott (homonymie) et Scott.
Tony Scott, né Anthony Joseph Sciacca le 17 juin 1921 à Morristown et mort le 28 mars 2007 à Rome, est un clarinettiste de jazz américain.

## Biographie
Fils d'immigrants siciliens, Anthony Sciacca prend la clarinette à 12 ans sous l'influence de ses parents, eux aussi musiciens,. Peu après, il forme son premier groupe musical et s'instruit au piano. À ses 18 ans, il fréquente les salles de jazz de Harlem et y participe aux séances d'improvisation. Il décroche un diplôme de l'école de musique Juilliard en 1942 et rejoint l'armée américaine lors de la Seconde Guerre mondiale, où il participe à l'orchestre militaire. 
Après avoir, dans les années 1950, accompagné Billie Holiday et Sarah Vaughan, s'être illustré dans le bebop, puis le jazz modal (le pianiste Bill Evans a été le sideman de plusieurs de ses disques), il passe plusieurs années en Afrique et en Asie . 
De ces voyages il en tire des nouvelles compositions qui le font l'un des « précurseurs » de la musique new age et de la world music, en enregistrant des albums comme Music for Zen Meditation (1964), Djanger Bali (1967) Music For Yoga Meditation and Other Joys (1968).
Installé en Italie dans les années 1970, il rencontre le pianiste de jazz Romano Mussolini avec lequel il participe pendant plusieurs années.
En mars 2007, il décède à Rome des suites d'un cancer de la prostate.

## Discographie

### En tant que leader
- 1956: Both Sides of Tony Scott (RCA Victor)
- 1956: The Touch of Tony Scott (RCA Victor)
- 1957: The Complete Tony Scott (RCA Victor)
- 1957: The Modern Art of Jazz (Seeco)
- 1957: Free Blown Jazz (Carlton)
- 1957: My Kind of Jazz (Perfect)
- 1959: Golden Moments (Muse)
- 1959: I'll Remember (Muse)
- 1959: Sung Heroes (Sunnyside Records)
- 1964: Music for Zen Meditation (Verve Records)
- 1967: Tony Scott and the Indonesian All Stars - Djanger Bali (MPS Records)
- 1968: Music for Yoga Meditation and Other Joys (Verve Records)
- 1977: Tony Scott Featuring Jan Akkerman - "Meditation" - (Polydor)

### En tant que sideman
Avec Trigger Alpert
- 1956: Trigger Happy! (Riverside)

Avec Mundell Lowe (en)
- 1958: Porgy and Bess (RCA Camden). Au saxophone baryton.
- 1959: TV Action Jazz! (RCA Camden)

Avec Max Roach
- 1984: It's Christmas Again (Soul Note)

Avec Shirley Bunnie Foy
- 2013: Shirley Bunnie Foy (60th Anniversary) (MAP Golden Jazz)